# لجنو
لجنو (بالفارسية: لجنو) هي مستوطنة تقع في قسم برون الريفي في إيران. يقدر عدد سكانها بـ 42 نسمة .